# Matthias Klesse
Matthias Klesse (* 1974 in Berlin) ist ein deutscher Autor. 
Matthias Klesse studierte seit 1994 Geschichte und Philosophie an der TU Berlin, u. a. bei Werner Dahlheim und Hans Poser; im Jahr 2004 schloss er sein Studium mit dem Staatsexamen ab. Zurzeit ist er hauptberuflich als Lehrer am Schadow-Gymnasium in Berlin-Zehlendorf tätig.
Daneben arbeitet Matthias Klesse seit Mitte der 1990er Jahre für freie Theatergruppen sowie als Autor. Zusammen mit der Illustratorin Iris Luckhaus hat er die Bücher Die wunderbare Welt der Lily Lux und das Lily Lux Notizbuch geschrieben.
Matthias Klesse ist Enkel des Historikers Max Klesse.

## Publikationen
- Die wunderbare Welt der Lily Lux, Hoffmann und Campe Verlag 2009
- Lily Lux Notizbuch, Hoffmann und Campe Verlag 2010